# オオダテ・ファッション
オオダテ・ファッション株式会社は、秋田県大館市花岡町に本社を置き、紳士服縫製事業を展開している企業である。

## 概要
大館市では不況克服・雇用の場確保のため「工場設置促進条例」の改正や、市内で二つ目の工業団地として「花岡工業団地」を指定するなど企業誘致を積極的に行っている。このような状況の中で、1987年（昭和62年）3月16日に新たに二社の誘致が決まった。ジーンズ業界の最大手である株式会社エドウインが100%出資する「株式会社秋北ジーンズ（仮称）」と紳士服イージーオーダーの中堅メーカー浅間産業株式会社が設立する「オオダテ・ファッション株式会社」である。

## 沿革
- 1987年（昭和62年）3月16日 - 大館市が「浅間産業株式会社」が設立する「オオダテ・ファッション株式会社」を企業誘致する。
- 1987年（昭和62年）6月-日 - 操業開始する。